# 利子厚
利子厚，JP（1961年5月13日—），香港商人，是利漢釗、利定昌的堂弟，利銘澤、利孝和、利榮傑侄兒，利承武堂叔父。現任香港賽馬會董事局主席，前香港上市公司希慎興業的公司董事總經理，利希慎家族第五代成員，父親及母親是利榮達及方笑寬，祖父是利希慎。

## 簡歷
利子厚在1967年畢業於跑馬地寶血幼稚園（與藝人毛舜筠為同屆同學）。在2003年任希慎興業董事總經理。公司業務以物業投資、出租為主，適值董建華擔任行政長官年代，香港經濟不好景，再者如國際金融中心等同行寫字樓業主競爭客源。利子厚在任前，1996年希慎以36億港元購入的中環娛樂行，在2005年9月27億元出售，損手9.4億，可算少數目。2007年5月8日股東大會通過，利子厚退任希慎興業職務。
2022年9月8日，香港賽馬會舉行周年大會，時任董事局副主席利子厚獲選為新任主席，接替陳南祿出任該職。

## 家庭
利子厚於2012年6月和拍拖三年的蒙古女友Munkhzul Odkhuu結婚。但後來離婚，於2016年和龐卓貽（紹榮鋼鐵龐鼎元孫女、龐熙女兒）低調再婚。

## 名下馬匹
利子厚是香港賽馬會會員及董事局主席，他的名下馬匹包括熱鬥勇士（與葉家祺、華國威共同擁有）、熱鬥戰士（與葉家祺、何志堅共同擁有）、奧馬精神、野外桃源、惺惜犬馬、馬力（利子厚與利龐卓貽名下）、擦出火、百戰百勝、天下為攻、得得天下、利衍天下（與陳衍里醫生共同擁有，天下為攻是2018年主席短途獎冠軍）、勁酒王、不可擋、利不可擋（駿馬團體名下，成員包括許晉亨、陳衍里醫生等）、愛馬寶、愛馬奔騰、醉翁意（愛馬者團體名下，成員包括林詩鍵、林棣權、霍廣行、盧楚鏘等）、高韻（高雲團體名下，成員包括龐建貽、龐俊怡等）、同喜（同進團體名下，成員包括夏佳理、陳智思等）。